# Golf de Suez

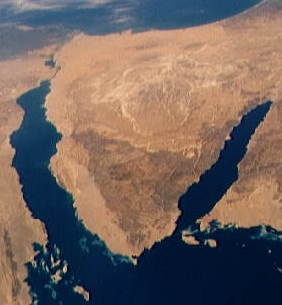
Fotografia del Golf de Suez (esquerra) presa des del transbordador espacial Columbia amb la Península del Sinaí al centre i el Golf d'Aqaba a la dreta.

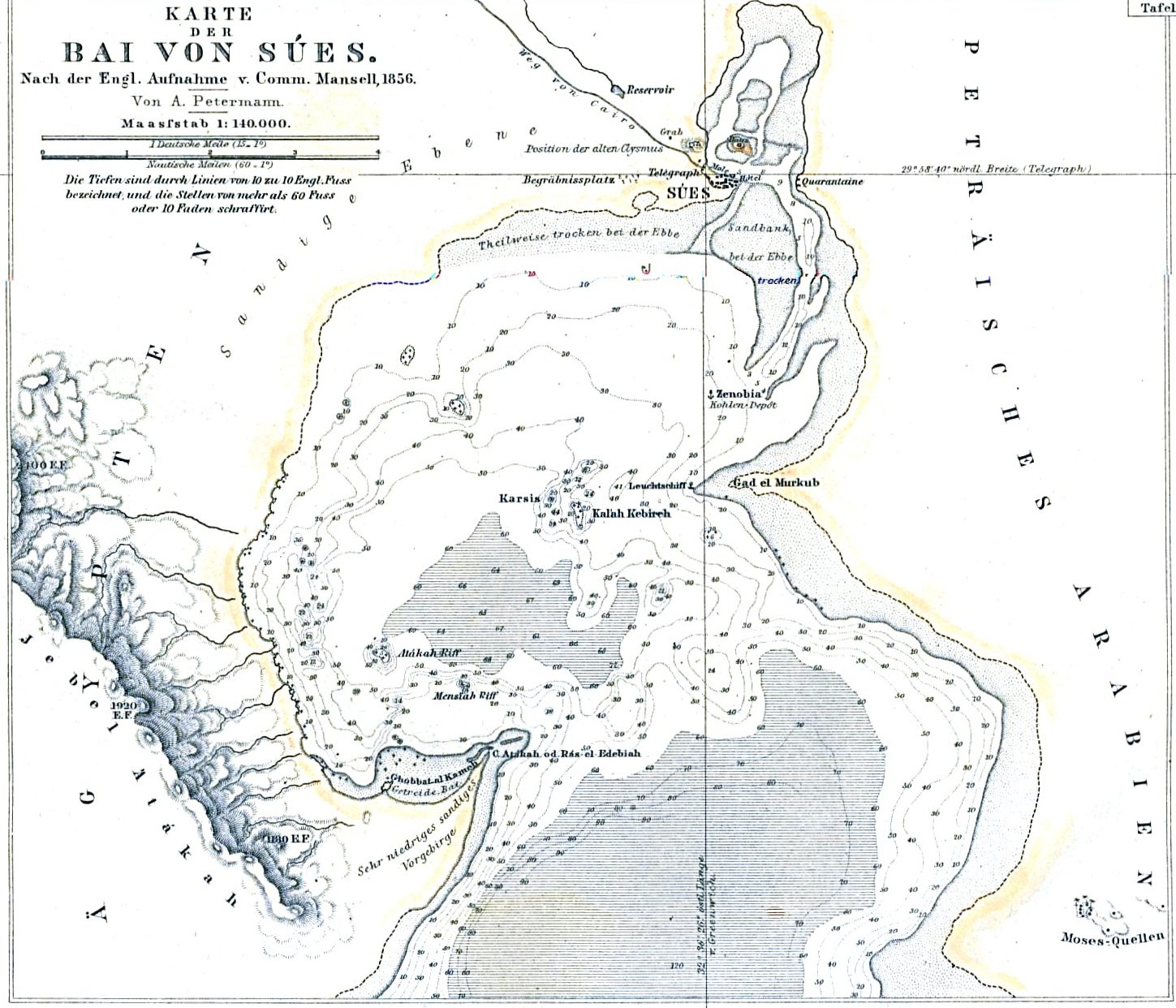
Mapa de l'any 1856 mostrant la ciutat de Suez i el nord del Golf de Suez.

El Golf de Suez (àrab: خليج السويس, Ḫalīj as-Suways) està situat al nord-est d'Egipte i separa Àfrica d'Àsia. És el més occidental dels dos golfs en què s'acaba al nord la Mar Roja i a l'extrem nord hi ha situada la ciutat de Suez.

## Geologia
És una vall rift formada fa 28 milions d'anys, amb una longitud de 314 km i una amplada d'entre 19 i 32 km.

## Recursos naturals
Hi ha jaciments de petroli a Rā's al-Bālā'im, Morgan i Garra.